# Chaitén (vulkan)
Chaitén är en vulkan i Chile och ligger i Region de Los Lagos nära staden med samma namn Chaitén. Vulkanen har nyligen vaknat till liv efter tusentals år i dvala.
Den 6 maj 2008 vaknade vulkanen och tusentals människor tvingades lämna sina hem. De flesta flydde till Puerto Montt medan andra tog sin tillflykt till ön Chiloe.